# Jakob Job
Jakob Job (* 14. Dezember 1891 in Birmensdorf, Kanton Zürich; † 30. April 1973 in Zollikon) war ein Schweizer Reiseschriftsteller, Radio-Intendant und Lehrer. Er veröffentlichte zahlreiche Bücher über Südeuropa und zum Thema Reisen.

## Leben
Jakob Job wurde 1891 in Birmensdorf im Kanton Zürich geboren. Die Matrikeledition der Universität Zürich nennt als Beruf des Vaters Kleinbauer und Fabrikarbeiter. Sein jüngerer Bruder Werner Job (1901–2000) war ein bedeutender Sportreporter und Gemeindeschreiber von Birmensdorf.
Job studierte Germanistik und Lehramt an der Universität Zürich. Von 1914 bis 1923 arbeitete er als Lehrer für die Sekundärstufe in Zürich. 1923 promovierte er zum Dr. phil. Seine Dissertation hatte das Thema «Jakob Bosshart als Erzähler».
Von 1923 bis 1927 war er Leiter der Schweizer Schule in Neapel. In den Jahren 1930 und 1931 wurde ihm die Leitung des Auslandschweizer-Sekretariats in Bern übertragen. Von 1932 bis 1956 war er Direktor (Intendant) der Radiogenossenschaft Zürich (Vorläufer des zum Schweizer Radio DRS gehörenden Radiostudio Zürich). Ab 1951 war er Mitglied der Deutschen Akademie für Sprache und Dichtung.
Job starb am 30. April 1973 in Zollikon.
Seine Autographensammlung wurde 2011 dem Schweizerischen Literaturarchiv geschenkt.

## Werk (Auswahl)
- Gedichte aus Italien, 1930, Gedichte
- Scusate, Signor..., Geschichten aus dem Süden, 1932
- Im Dienst der Heimat, 1935, Sachbuch
- Möglichkeiten und Grenzen der Erziehung durch das Radio, 1938, Sachbuch
- Italienische Städte, 1941, Reisebilder
- Heimat in der Fremde, 1943, Sachbuch
- Herbst in Paris, 1948, Sachbuch
- Unter südlichem Himmel, 1948
- 25 Jahre Radio Zürich 1924 – 1949, 1949, Sachbuch
- Wanderrast. Gedichte, Reise- und Städtebilder, 1952
- Dome, Türme und Paläste. Eine Italienfahrt, 1954
- Portugal – Land der Christusritter, 1956, Sachbuch
- Sardinien, 1956, Sachbuch
- Umbrien und Toskana, 1964. Sachbuch
- Weg des Herzens. Ein besinnliches ABC, 1960
- Am Mittelmeer. Reisebilder, 1966